# Lijst van folklorefestivals in Nederland en België
Dit is een lijst van folklorefestivals in Nederland en België.

## Folklorefestivals in Nederland
- Brabantsedag, Heeze (eind augustus)
- Doe Dans, Biddinghuizen (begin september)
- Het Accordeon, Deventer
- Internationaal Folklore Festival Zeeland, Zeeland
- Internationaal Folkloristisch Dansfestival, Bolsward
- Internationaal Folkloristisch Dansfestival, Zelhem
- Internationaal Folkloristisch Festival, Schagen
- Internationaal Skots- en Folkfestival, Burgum
- Op Roakeldais, Warffum
- Salland Festival Raalte, Raalte
- SIVO Internationaal Folkloristisch Dansfestival, Odoorn (31e week van het jaar)
- Stichting Volksdansfestival Borsele,  Borsele
- Wereldfestival Parade, Brunssum

## Folklorefestivals in België
- Brugges Festival, Brugge
- Deerlycke Folkfestival, Deerlijk
- Festival International de Folklore Tournai, Doornik
- Folk Dranouter
- Folk in't Gruun, Schoten
- Folkfestival Ham, Ham
- Folkloriades Wallon
- Gooikoorts
- Internationaal Folklorefestival van Bonheiden
- Internationaal Folklorefestival, Moerbeke-Waas
- Internationaal Folklorefestival Edegem, Edegem
- Internationaal Folklorefestival Hasselt, Hasselt
- Internationaal Folklorefestival Westerlo, Westerlo
- M'Eire Morough, Dendermonde
- Na Fir Bolg, Vorselaar
- Paasfeesten Leuven, Leuven
- Parkival, Gistel
- Sint-Gillis Blues- en Folkfestival, Brugge
- Hello Schoten!, Schoten
- Wereldfestival Izegem, Izegem
- Zilleghem Folk, Zedelgem
- KA-dans, Torhout